# Weißenborn (Sontra)
Weißenborn ist ein Stadtteil von Sontra im nordhessischen Werra-Meißner-Kreis. Der Ort liegt, von Wald umgeben, in den Nordausläufern des Richelsdorfer Gebirges am Berg Holstein (462,6 m), etwa 2 km nordöstlich des Kernortes von Sontra.

## Geschichte

### Ortsgeschichte
Die älteste bekannte schriftliche Erwähnung von Weißenborn erfolgte unter dem Namen Wyzenborne im Jahr 1345.
Weitere Erwähnungen erfolgten unter den Ortsnamen (in Klammern das Jahr der Erwähnung): Wyzenborne (1458) und später als Weissenborn.
Hessische Gebietsreform (1970–1977)
Zum 1. Februar 1971 wurde die bis dahin selbständige Gemeinde Weißenborn im Zuge der Gebietsreform in Hessen auf freiwilliger Basis in die Stadt Sontra eingegliedert. Für Weißenborn, wie für alle bei der Gebietsreform eingegliederten Gemeinden, wurde ein Ortsbezirk mit Ortsbeirat und Ortsvorsteher nach der Hessischen Gemeindeordnung gebildet.

### Verwaltungsgeschichte im Überblick
Die folgende Liste zeigt die Staaten und Verwaltungseinheiten, denen Weißenborn angehört(e):
- vor 1567: Heiliges Römisches Reich, Landgrafschaft Hessen, Rotenburger Quart, Amt Sontra
- ab 1567: Heiliges Römisches Reich, Landgrafschaft Hessen-Kassel, Rotenburger Quart, Amt Sontra
  - 1627–1834: Landgrafschaft Hessen-Rotenburg (sogenannte Rotenburger Quart), teilsouveränes Fürstentum unter reichsrechtlicher Oberhoheit der Landgrafschaft Hessen-Kassel bzw. des Kurfürstentums Hessen
- ab 1806: Landgrafschaft Hessen-Kassel, Rotenburger Quart, Amt Sontra
- 1807–1813: Königreich Westphalen, Departement der Werra, Distrikt Eschwege, Kanton Sontra (Friedensgericht Sontra)
- ab 1815: Kurfürstentum Hessen, Rotenburger Quart, Amt Sontra[6]
- ab 1821/22: Kurfürstentum Hessen, Provinz Niederhessen, Kreis Rotenburg[7][Anm. 2]
- ab 1848: Kurfürstentum Hessen, Bezirk Hersfeld
- ab 1851: Kurfürstentum Hessen, Provinz Niederhessen, Kreis Rotenburg
- ab 1867: Königreich Preußen, Provinz Hessen-Nassau, Regierungsbezirk Kassel, Kreis Rotenburg
- ab 1871: Deutsches Reich, Königreich Preußen, Provinz Hessen-Nassau, Regierungsbezirk Kassel, Kreis Rotenburg
- ab 1918: Deutsches Reich, Freistaat Preußen, Provinz Hessen-Nassau, Regierungsbezirk Kassel, Kreis Rotenburg
- ab 1944: Deutsches Reich, Freistaat Preußen, Provinz Kurhessen, Landkreis Rotenburg
- ab 1945: Amerikanische Besatzungszone, Groß-Hessen, Regierungsbezirk Kassel, Landkreis Rotenburg
- ab 1949: Bundesrepublik Deutschland, Land Hessen (seit 1946), Regierungsbezirk Kassel, Landkreis Rotenburg
- ab 1946: Amerikanische Besatzungszone, Hessen, Regierungsbezirk Kassel, Landkreis Rotenburg
- ab 1949: Bundesrepublik Deutschland, Hessen, Regierungsbezirk Kassel, Landkreis Rotenburg
- ab 1971: Bundesrepublik Deutschland, Hessen, Regierungsbezirk Kassel, Landkreis Rotenburg, Stadt Sontra[Anm. 3]
- ab 1972: Bundesrepublik Deutschland, Hessen, Regierungsbezirk Kassel, Landkreis Eschwege, Stadt Sontra
- ab 1974: Bundesrepublik Deutschland, Hessen, Regierungsbezirk Kassel, Werra-Meißner-Kreis, Stadt Sontra

## Bevölkerung

### Einwohnerstruktur 2011
Nach den Erhebungen des Zensus 2011 lebten am Stichtag, dem 9. Mai 2011, in Weißenborn 90 Einwohner. Darunter waren keine Ausländer.
Nach dem Lebensalter waren 18 Einwohner unter 18 Jahren, 27 zwischen 18 und 49, 18 zwischen 50 und 64 und 27 Einwohner waren älter. Die Einwohner lebten in 33 Haushalten. Davon waren 6 Singlehaushalte, 12 Paare ohne Kinder und 12 Paare mit Kindern, sowie 3 Alleinerziehende und keine Wohngemeinschaften. In 9 Haushalten lebten ausschließlich Senioren und in 12 Haushaltungen lebten keine Senioren.

### Einwohnerentwicklung
| Quelle: Historisches Ortslexikon |                    |
| • 1538:                          | 14 bewohnte Häuser |
| • 1585:                          | 16 Haushaltungen   |
| • 1747:                          | 19 Haushaltungen   |

| Weißenborn: Einwohnerzahlen von 1834 bis 2020 | Weißenborn: Einwohnerzahlen von 1834 bis 2020 | Weißenborn: Einwohnerzahlen von 1834 bis 2020 | Weißenborn: Einwohnerzahlen von 1834 bis 2020 | Weißenborn: Einwohnerzahlen von 1834 bis 2020 |
| --- | --------------------------------------------- | --------------------------------------------- | --------------------------------------------- | --------------------------------------------- |
| Jahr |                                               |                                               |                                               | Einwohner                                     |
| 1834 | 1834                                          |                                               | 155                                           | 155                                           |
| 1840 | 1840                                          |                                               | 157                                           | 157                                           |
| 1846 | 1846                                          |                                               | 157                                           | 157                                           |
| 1852 | 1852                                          |                                               | 135                                           | 135                                           |
| 1858 | 1858                                          |                                               | 147                                           | 147                                           |
| 1864 | 1864                                          |                                               | 155                                           | 155                                           |
| 1871 | 1871                                          |                                               | 134                                           | 134                                           |
| 1875 | 1875                                          |                                               | 127                                           | 127                                           |
| 1885 | 1885                                          |                                               | 127                                           | 127                                           |
| 1895 | 1895                                          |                                               | 130                                           | 130                                           |
| 1905 | 1905                                          |                                               | 135                                           | 135                                           |
| 1910 | 1910                                          |                                               | 160                                           | 160                                           |
| 1925 | 1925                                          |                                               | 134                                           | 134                                           |
| 1939 | 1939                                          |                                               | 137                                           | 137                                           |
| 1946 | 1946                                          |                                               | 190                                           | 190                                           |
| 1950 | 1950                                          |                                               | 184                                           | 184                                           |
| 1956 | 1956                                          |                                               | 143                                           | 143                                           |
| 1961 | 1961                                          |                                               | 132                                           | 132                                           |
| 1967 | 1967                                          |                                               | 128                                           | 128                                           |
| 1970 | 1970                                          |                                               | 128                                           | 128                                           |
| 1980 | 1980                                          |                                               | ?                                             | ?                                             |
| 1987 | 1987                                          |                                               | 118                                           | 118                                           |
| 2000 | 2000                                          |                                               | ?                                             | ?                                             |
| 2011 | 2011                                          |                                               | 90                                            | 90                                            |
| 2015 | 2015                                          |                                               | 87                                            | 87                                            |
| 2020 | 2020                                          |                                               | 78                                            | 78                                            |
| Datenquelle: Historisches Gemeindeverzeichnis für Hessen: Die Bevölkerung der Gemeinden 1834 bis 1967. Wiesbaden: Hessisches Statistisches Landesamt, 1968. Weitere Quellen: ; Stadt Sontra:; Zensus 2011 |                                               |                                               |                                               |                                               |

### Historische Religionszugehörigkeit
| • 1885: | 127 evangelische (= 100 %) Einwohner                               |
| • 1961: | 117 evangelische (= 88,64 %), 15 katholische (= 11,36 %) Einwohner |

## Sehenswürdigkeiten

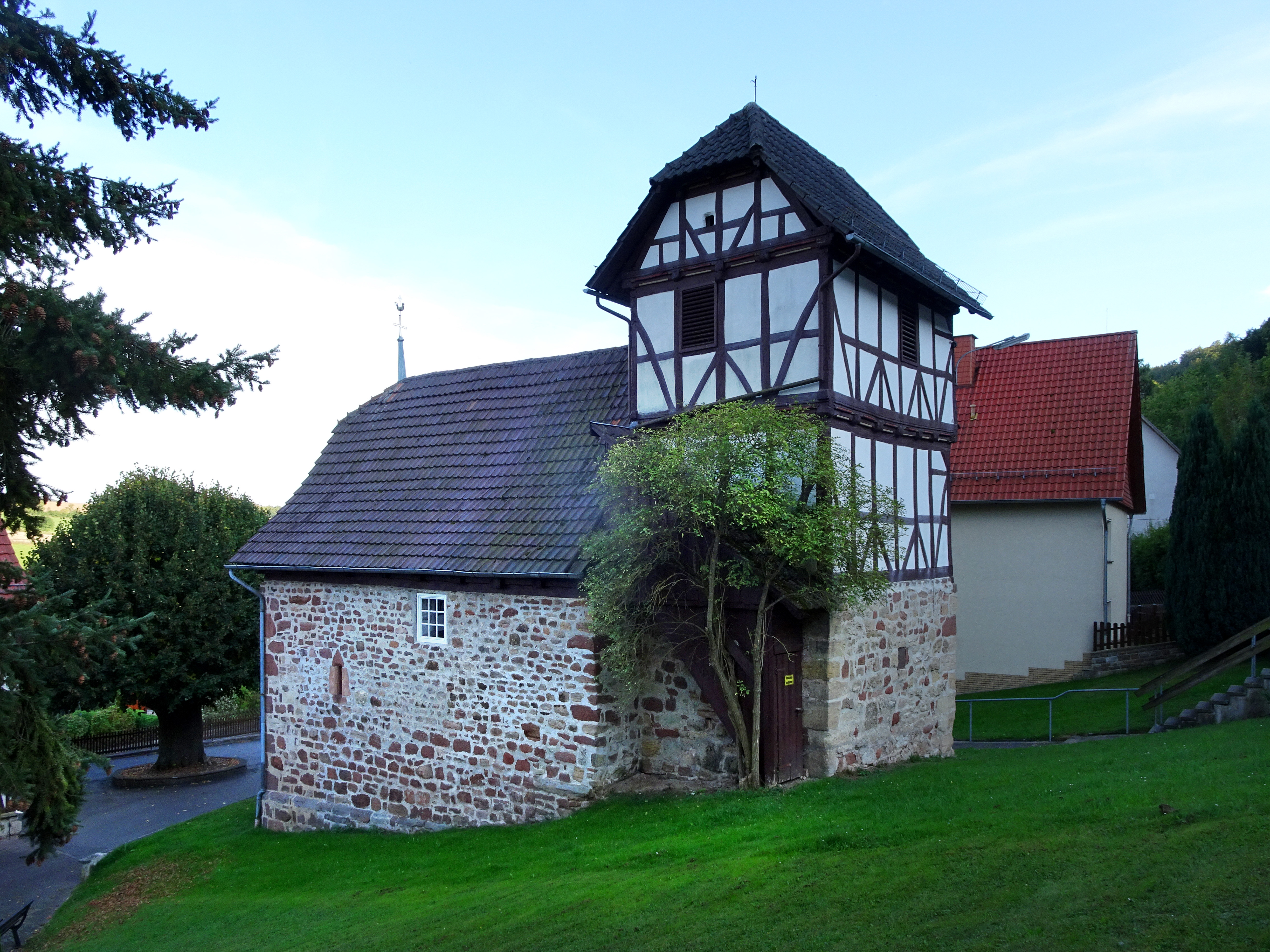
Die evangelische Pfarrkirche in Weißenborn

Die evangelische Kirche ist ein Bau aus dem 13. Jahrhundert mit einem Wehrturm und einem Krüppelwalmdach von 1706. Die l-förmige Empore an West- und Nordseite im Kircheninneren ist inschriftlich auf das Jahr 1607 datiert.

## Infrastruktur
In Weißenborn steht ein Dorfgemeinschaftshaus.

Das Projekt „Das Wyzenborne“ will die Region touristisch beleben. Mitten im Dorf entstand Anfang der 2020er Jahre ein kleines Resort mit Ferienappartements, einem Wellness-Bereich und einem Bauerngarten.